# Idrone
In chimica idrone è il nome generico per il catione dell'idrogeno atomico, rappresentato con il simbolo {\displaystyle {\ce {H+}}}. Il termine protone si riferisce al catione del prozio, l'isotopo più comune dell'idrogeno. Il termine idrone comprende i cationi di idrogeno indipendentemente dalla loro identità e composizione isotopica: così si riferisce collettivamente al protone {\displaystyle {\ce {(^1H+)}}} dell'isotopo prozio, deuterone ({\displaystyle {\ce {^2H+}}} o {\displaystyle {\ce {D+}}}) dell'isotopo deuterio e tritone ({\displaystyle {\ce {^3H+}}} o {\displaystyle {\ce {T+}}}) dell'isotopo trizio. A differenza di tutti gli altri ioni, l'idrone consiste solo del nucleo atomico privo di elettroni (ovvero "nudo").
Sebbene sia spesso rappresentato come tale dagli studenti alle prese con la chimica, l'idrone è in realtà troppo reattivo per essere presente in fase condensata. L'idrone libero infatti reagirebbe con le molecole del liquido per formare cationi più complessi. Esempi sono lo ione idrossonio {\displaystyle {\ce {H3O+}}} in acidi acquosi, e {\displaystyle {\ce {H2F+}}}, ovvero il catione (instabile) dell'acido fluoroantimonico, il più forte superacido conosciuto. Per questo motivo nei liquidi gli idroni diffondono da un complesso cationico all'altro, attraverso il meccanismo di Grotthuss.
La forma idrata del catione idrogeno, lo ione idrossonio (detto, impropriamente, idronio), {\displaystyle {\ce {H3O+\,(aq)}}}, riveste un ruolo chiave nella definizione di acido di Arrhenius. Altre forme idrate, il catione di Zundel {\displaystyle {\ce {H5O2^+}}}, formato da un idrone e due molecole di acqua, e il catione di Eigen {\displaystyle {\ce {H9O4^+}}}, un idrone e quattro molecole di acqua, svolgono un ruolo importante nel "salto di idrone" del meccanismo di Grotthuss. L'idrone stesso è fondamentale, come entità formale di scambio, nella definizione acido-base più generale di Brønsted-Lowry, che estende la chimica acido-base alle soluzioni non acquose e alle specie cariche.
L'equivalente negativo dell'idrone è l'anione idruro, {\displaystyle {\ce {H-}}}.

## Isotopi dell'idrone

1. Protone, simbolo {\displaystyle \mathrm {p} } o {\displaystyle {\ce {^1H+}}}, è il catione del prozio, {\displaystyle {\ce {^1H}}}.
2. Deuterone, simbolo {\displaystyle {\ce {^2H+}}} oppure {\displaystyle {\ce {D+}}}, è il catione del deuterio, {\displaystyle {\ce {^2H}}} o {\displaystyle {\ce {D}}}.
3. Tritone, simbolo {\displaystyle {\ce {^3H+}}} oppure {\displaystyle {\ce {T+}}}, è il catione di trizio, {\displaystyle {\ce {^3H}}} o {\displaystyle {\ce {T}}}.

Altri isotopi dell'idrogeno sono troppo instabili per essere rilevanti in chimica.

## Storia del termine
La IUPAC consiglia di usare il termine idrone anziché protone, quando non è importante la distinzione fra gli isotopi protone, deuterone e tritone, ovvero nella miscela naturale di isotopi. Il termine protone dovrebbe riferirsi esclusivamente al {\displaystyle {\ce {^1H+}}} isotopicamente puro. D'altra parte non è consigliabile chiamare l'idrone semplicemente "ione idrogeno", giacché esistono anche gli anioni idrogeno ({\displaystyle {\ce {H-}}}).
Il termine idrone è stato definito dalla IUPAC nel 1988. Storicamente il termine protone è stato ed è ancora usato al posto di idrone. Quest'ultimo termine è di solito usato in contesti in cui è importante il confronto tra i diversi isotopi dell'idrogeno (come nell'effetto isotopico cinetico o nella marcatura isotopica dell'idrogeno). Negli altri casi, chiamare gli idroni protoni è ancora da considerare accettabile, per esempio nei termini come protonazione, deprotonazione, pompa protonica o canale protonico. Il trasferimento di {\displaystyle {\ce {H+}}} in una reazione acido-base è solitamente indicato come trasferimento di protoni. Acidi e basi sono indicati rispettivamente come donatori e accettori di protoni.
D'altra parte il 99,9844% dei nuclei di idrogeno naturali sono protoni, il resto (circa 156 ppm nell'acqua del mare) sono deuteroni (vedi deuterio). Il tritone è raro (vedi trizio).

## Vedere anche
- deprotonazione
- superacido
- catione triidrogeno
- cluster di ioni idrogeno